# Rusland op het Eurovisiesongfestival 2013

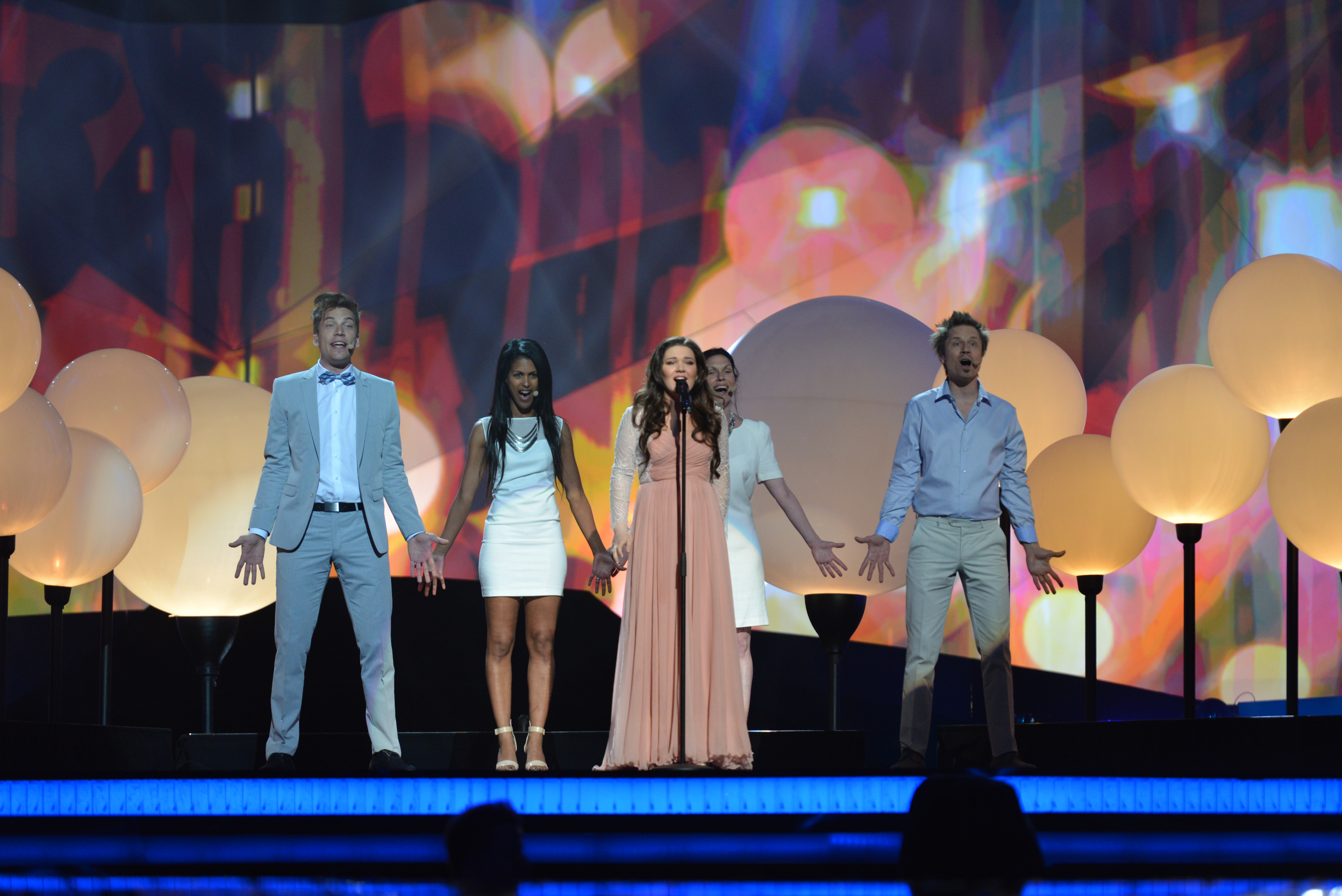
Dina Garipova tijdens de halve finale in Malmö.

Rusland nam deel aan het Eurovisiesongfestival 2013 in Malmö, Zweden. Het was de 17de deelname van het land op het Eurovisiesongfestival. Pervyj Kanal was verantwoordelijk voor de Russische bijdrage voor de editie van 2013.

## Selectieprocedure
Op 6 december 2012 maakte de Russische staatsomroep bekend te zullen deelnemen aan de volgende editie van het Eurovisiesongfestival. De Russische act voor Malmö zou gekozen worden via een nationale finale, maar op 19 februari 2013 kwam Rusland 1 terug op deze plannen, en maakte het meteen bekend dat het Dina Garipova intern had verkozen om Rusland te vertegenwoordigen op het komende Eurovisiesongfestival. In Malmö zong ze het nummer What if.

## In Malmö
Dankzij de tweede plaats die Rusland behaalde in de eerste halve finale, kon het doorstoten naar de finale. Daar eindigde het als vijfde. Het land kreeg 2 keer twaalf punten uit Letland en uit Estland.
1994 · 1995 · 1996 · 1997 · 1998-1999 · 2000 · 2001 · 2002 · 2003 · 2004 · 2005 · 2006 · 2007 · 2008 · 2009 · 2010 · 2011 · 2012 · 2013 · 2014 · 2015 · 2016 · 2017 · 2018 · 2019 · 2020 · 2021 · 2022-2025
Albanië · Armenië · Azerbeidzjan · België · Bulgarije ·  Cyprus · Denemarken · Duitsland · Estland · Finland · Frankrijk · Georgië · Griekenland · Hongarije · Ierland · IJsland · Israël · Italië ·  Kroatië · Letland · Litouwen · Macedonië · Malta · Moldavië · Montenegro · Nederland · Noorwegen · Oekraïne · Oostenrijk · Roemenië · Rusland · San Marino · Servië · Slovenië · Spanje · Verenigd Koninkrijk · Wit-Rusland · Zweden · Zwitserland